# Giguet
Giguet is een Frans historisch merk van motorfietsen.
De bedrijfsnaam was "Giguet Frères, Saint-Denis".
Dit Franse merk bouwde in het enige jaar van zijn bestaan (1903) motorfietsen met De Dion- en Minerva-V-twins.